# Садовский, Фёдор Титович
Фёдор Титович Садовский (8 (20) августа 1892, Уфа, Уфимская губерния, Российская империя — 1971, Москва, СССР) — советский государственный деятель, инженер, заместитель министра промышленности строительных материалов СССР, профессор (1946). Депутат Верховного Совета УССР 2-го созыва.

## Биография
Родился 8 августа 1892 года в Уфе, в семье безземельного крестьянина. Окончил начальную школу и реальное училище в городе Уфе.
В 1910 году выдержал конкурсный экзамен в Петербургский технологический институт, но не был зачислен в ряды студентов. С 1910 по 1911 год был студентом Томского технологического института, откуда был отчислен за участие в революционном движении.
В 1911 году стал студентом Института гражданских инженеров в Санкт-Петербурге, но из-за тяжелого материального положения часто прерывал и оставлял обучение. Окончить институт и получить высшее образование сумел только в 1924 году.
С 1918 по 1919 год находился на службе в красноармейском полку, строил укрепления под Петроградом во время наступления войск генерала Юденича.
До 1934 года жил и работал в Петрограде-Ленинграде. Выполнял работу проектировщика на различных стройках, был изобретателем, прорабом, начальником стройки, в частности начальником работ Управления строительства Полномочного представительства ОГПУ в Ленинградском военном округе. В 1934—1940 годах — в Москве, где также возглавлял различные строительства, работал в Госстрое СССР. Занималсяи педагогической работой, обучая новые кадры специалистов-строителей. Находился в заграничных командировках в США, Германии, Франции, Швеции, Дании для изучения современных строительных материалов, конструкций и технологий.
При его участии и руководстве, по его проектам построены жилой массив и подстанция завода «Красный Треугольник» в Ленинграде, административное здание для Народного комиссариата внутренних дел СССР, так называемый Большой дом в Ленинграде, здание Всесоюзного института экспериментальной медицины в Колтушах, где он неоднократно встречается с И. П. Павловым; другие строительные объекты.
Член ВКП(б) с 1937 года.
В 1941 году — заместитель народного комиссара промышленности строительных материалов Украинской ССР.
Во время Великой Отечественной войны направлен в Башкирскую АССР, где руководил сооружением рабочих поселков. В 1943 году направлен в Украинскую ССР на ответственную работу в области строительства.
В марте 1944 — сентябре 1948 г. — народный комиссар (министр) жилищно-гражданского строительства Украинской ССР.
В 1948 году переехал в Москву. Работал заместителем министра промышленности строительных материалов СССР.
Умер в 1971 году в Москве, похоронен на Новодевичьем кладбище (7 участок, 19 ряд, правая сторона, место 10).

## Цитата
Сергей Хрущев, 2010:
Федор Титович Садовский, по словам отца "очень квалифицированный инженер, прекрасно разбиравшийся в деле, любивший новые материалы, следивший за иностранной литературой и тесно связанный с учеными, работавшими по железобетону. Единственный его недостаток: как администратор он - неповоротлив. Однако он компенсировал это глубоким знанием своей отрасли и пониманием его задач. Инициатором перехода на сборный железобетон был Садовский. Он предложил собирать дом так, как собирают автомобили".

## Награды
- ордена
- медали

## Некоторые научные публикации
- Садовский Ф. Т., М. Н. Лифшиц. Электронно-ионная очистка воздуха от пыли в промышленности строительных материалов. — М. : СТРОЙИЗДАТ, 1968. — 176с.
- М. Н. Лифшиц, Ф. Т. Садовский. Электрические явления в аэрозолях и их применение. Изд. Ėнергия, 1965.-223с.